# Prohići
Prohići (cyr. Прохићи) – wieś w Bośni i Hercegowinie, w Republice Serbskiej, w gminie Srebrenica. W 2013 roku liczyła 108 mieszkańców.